# Little Elm, Texas
Little Elm là một thành phố thuộc quận Denton, tiểu bang Texas, Hoa Kỳ. Năm 2010, dân số của xã này là 25898 người.

## Dân số
- Dân số năm 2000: 3646 người.
- Dân số năm 2010: 25898 người.